# 勒拉尔丹-圣拉扎尔
勒拉尔丹-圣拉扎尔（法語：Le Lardin-Saint-Lazare，法語發音：[lə laʁdɛ̃ sɛ̃ lazaʁ]），法国中南部市镇，位于新阿基坦大区多尔多涅省，隶属于萨拉拉卡内达区，其市镇面积为10.85平方公里，2022年1月1日时人口数量为1,666人，在法国城市中排名第6,414位。
勒拉尔丹-圣拉扎尔位于多尔多涅省东部，韦泽尔河畔，是一个区域性的交通枢纽，因当地的造纸厂而闻名。

## 地名来源
“Le Lardin”和“Saint-Lazare”两个名称的来源均尚有待考证。

## 历史

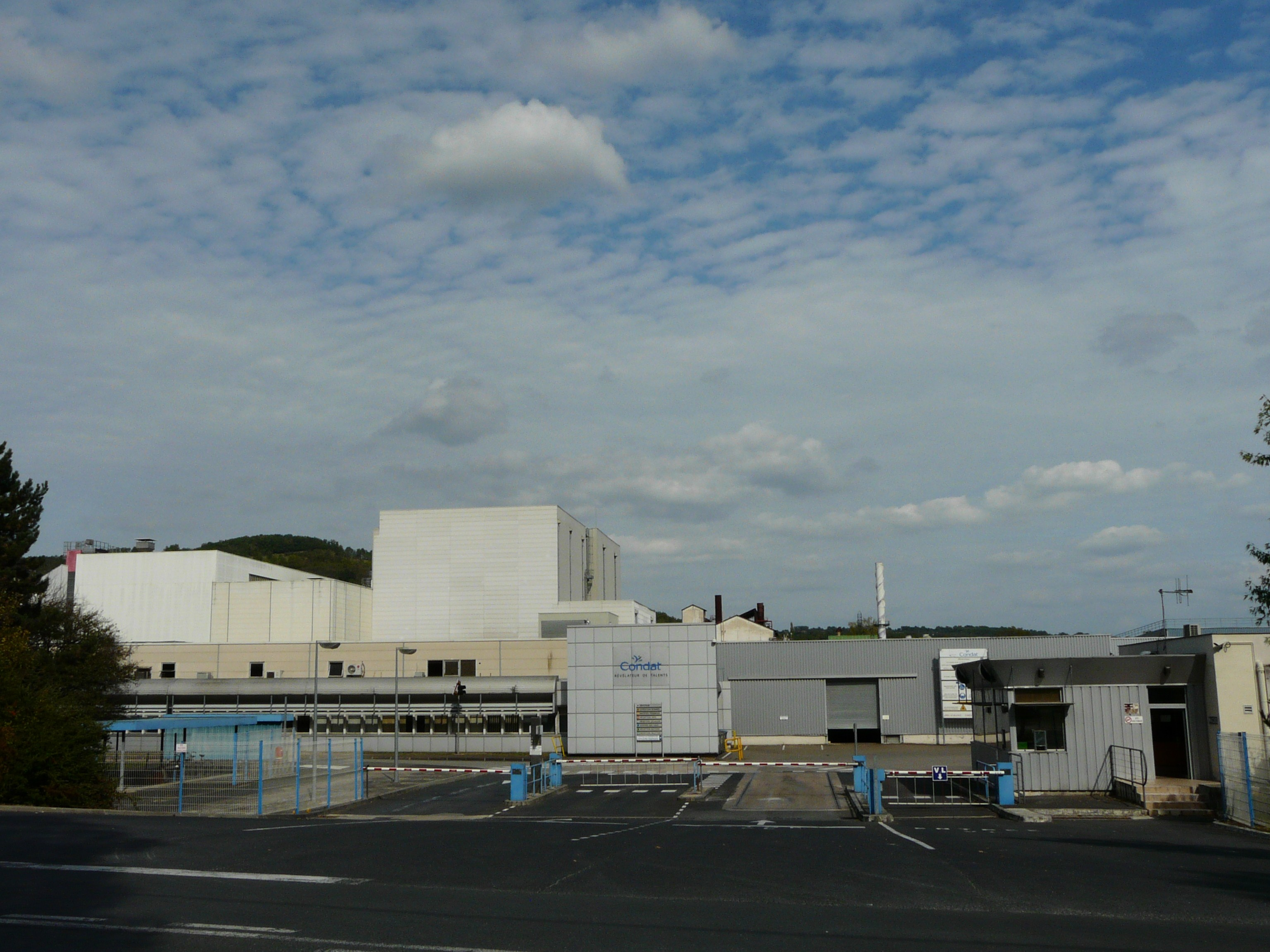
孔达造纸厂厂区

勒拉尔丹-圣拉扎尔成立于1967年，由勒拉尔丹（Le Lardin）和圣拉扎尔合并而成，其中勒拉尔丹为政府驻地。
勒拉尔丹成立于1906年，由博尔加尔德泰拉松的部分区域独立而成。1906至1922年间，当地的官方名称为“贝尔萨克”（Bersac）。勒拉尔丹的早期历史尚不清楚。中世纪末期贝尔萨克镇中心建成了一处教堂，后又于1626年兴建了教堂铜钟。法国大革命后，贝尔萨克成为市镇博尔加尔德泰拉松的一部分，隶属于多尔多涅省。根据当地官方网站的论述，19世纪初，法国工程师及企业家西普里安-普罗斯佩尔·布拉尔在贝尔萨克创建孔达造纸厂。1815年，西普里安-普罗斯佩尔又获得多尔多涅省的煤炭开采权，他将贝尔萨克造纸厂和煤矿进行整合，成立了“勒拉尔丹煤矿公司”（Compagnie des Houilles du Lardin, de Royere et Brard）。19世纪中后期，孔达造纸厂的规模得到快速扩张，同时途径此地的库特拉—蒂勒铁路分段建成通车，贝尔萨克人口数量逐年增加。20世纪90年代后，受到国际竞争等因素影响，孔达造纸厂规模开始萎缩。2024年初，孔达造纸厂的一条生产线关闭，超过半数的员工因此失业
圣拉扎尔历史上长期为一处普通农业聚落，法国大革命后圣拉扎尔成为多尔多涅省的一个独立市镇。

## 地理

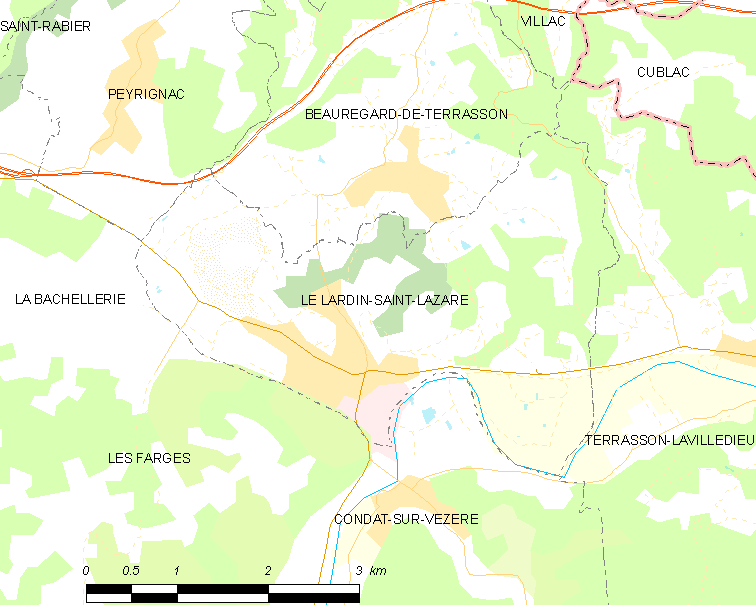
勒拉尔丹-圣拉扎尔市镇范围地图

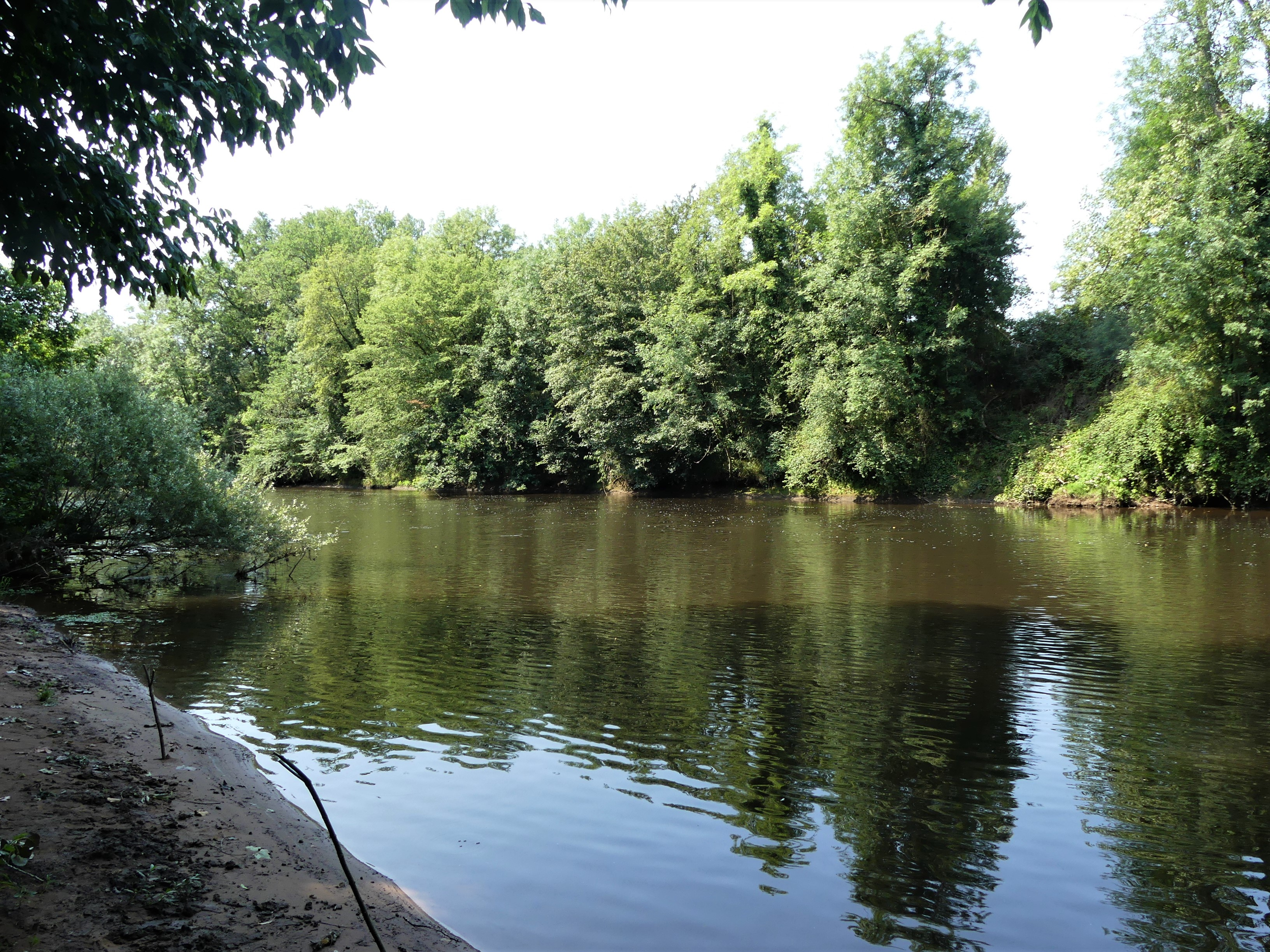
韦泽尔河勒拉尔丹-圣拉扎尔段

勒拉尔丹-圣拉扎尔位于法国中南部偏西，新阿基坦大区中东部和多尔多涅省东部，距离省会佩里格大约47公里。与勒拉尔丹-圣拉扎尔接壤的市镇包括：博尔加尔德泰拉松、拉巴谢勒里、莱法尔日、韦泽尔河畔孔达、佩里尼亚克和泰拉松-拉维勒迪约。

### 地形
勒拉尔丹-圣拉扎尔位于中央佩里戈尔东部，黑色佩里戈尔腹地，属于法国中央高原的西部延伸地带，境内以浅丘为主，市镇中心位于韦泽尔河谷内，沿河地带地势较为平坦，北侧为普热卢岭（Poujelou），全境海拔在79到246米之间。

### 水文
勒拉尔丹-圣拉扎尔位于多尔多涅河流域范围内，韦泽尔河自东向西南流经市镇东南边境，其右岸支流塞恩溪在此与其交汇。

### 植被
勒拉尔丹-圣拉扎尔属于温带阔叶混交林区，林地广泛分布于河流附近及山地地带。
在鲜花城市的评比中，勒拉尔丹-圣拉扎尔暂未被评级。

### 气候
勒拉尔丹-圣拉扎尔在柯本气候分类法中属于温带海洋性气候（Cfb）。

## 行政区划
勒拉尔丹-圣拉扎尔的市镇编号为24229，邮政编号为24570。
在行政管理方面，勒拉尔丹-圣拉扎尔隶属于法国新阿基坦大区多尔多涅省萨拉拉卡内达区；在地方选举方面，勒拉尔丹-圣拉扎尔隶属于上黑色佩里戈尔县，其市镇范围全境被划入多尔多涅省第四选区；在社会管理方面，勒拉尔丹-圣拉扎尔是泰拉松-上黑色佩里戈尔市镇公共社区的组成部分。
截至2024年6月，勒拉尔丹-圣拉扎尔市镇范围内暂无任何城市敏感街区及城市政策优先街区。
法国国家统计与经济研究所（简称）在进行数据统计时，未将勒拉尔丹-圣拉扎尔划入任何城市核心区（Unité urbaine）、城市区（Aire urbaine）及城市辐射区（Aire d'attraction）。此外，还将勒拉尔丹-圣拉扎尔市镇整体看作一个“块区”（IRIS），以便于统计人口分布情况。

## 交通

### 公路
多尔多涅省省道D46线、D62线、D704线和D6089线在勒拉尔丹-圣拉扎尔境内交汇。新阿基坦大区下属的多尔多涅省城际客运320线经停勒拉尔丹-圣拉扎尔，可通往布里夫拉盖亚尔德、蒙蒂尼亚克-拉斯科、韦泽尔河畔圣莱昂等地。
2020年，70.4%的勒拉尔丹-圣拉扎尔家庭拥有至少一辆私人汽车。2021年，勒拉尔丹-圣拉扎尔境内共发生各类交通事故3起，造成1人遇难，5人受伤，其中4人重伤。
| 17 | 5 |

| 佩里格 | 48 |

| 布里夫 | 27 |

| 萨拉拉卡内达 | 33 |

### 铁路

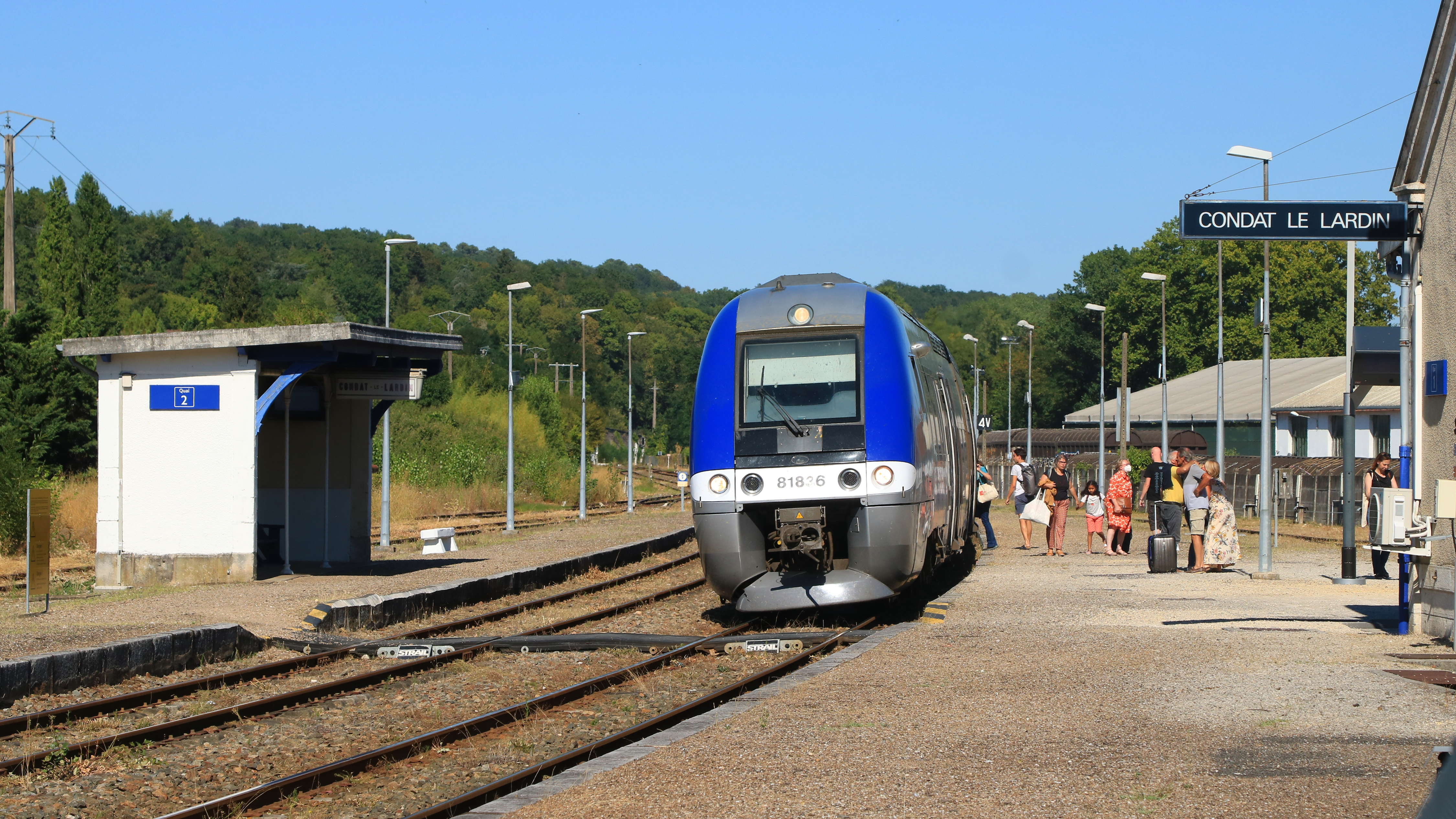
孔达-勒拉尔丹站的站台

勒拉尔丹-圣拉扎尔位于库特拉—蒂勒铁路和孔达-勒拉尔丹—萨拉铁路的交汇处，后者已于1955年废弃。孔达-勒拉尔丹站位于勒拉尔丹-圣拉扎尔市区南部，该站停靠往返于布里夫拉盖亚尔德和佩里格一线的区域列车，部分班次可直通波尔多及蒂勒。

### 航空
勒拉尔丹-圣拉扎尔距离布里夫拉盖亚尔德机场的公路里程大约36公里。

### 城市公共交通
截至2024年6月，勒拉尔丹-圣拉扎尔暂无城市公共交通系统。

## 政治
勒拉尔丹-圣拉扎尔的现任市长为弗朗西娜·布拉女士（Francine BOURRA），她是共和党的一名成员，在2020年的市政选举中获得了54.27%的支持率。
在2022年的法国总统大选的第二轮选举中，法国极右翼政党国民阵线主席玛丽娜·勒庞在勒拉尔丹-圣拉扎尔获得了55.54%的支持率。

## 人口
2021年，勒拉尔丹-圣拉扎尔市镇人口数量为1,665，在法国排名第6,414位。其中男性822人，女性850人，75岁及以上人口占11.9%，外籍人口数量为62人，人口密度为153人/平方公里，当地男性居民被称为Vézeriens或Lardinois，女性居民则被称为Vézeriennes或Lardinoises。2022年，勒拉尔丹-圣拉扎尔境内出生4人，死亡人口28人。
| 勒拉尔丹-圣拉扎尔1968年－2021年人口变化情况 |
|                                             |
| 数据来源：Cassini、INSEE                    |

## 经济
截至2024年6月，勒拉尔丹-圣拉扎尔市镇范围内共有各类用人单位（包含自雇）238家，平均历史为16年，其中98.46%为中小型企业（PME），2024年4月至6月间，当地的经济活力指数为0。（肉制品加工）是当地2022年已公布营业额最高的企业，为117,687欧元。

## 财政与居民收入
2022年，勒拉尔丹-圣拉扎尔的财政收入总额为3,543,030欧元，财政支出总额为2,846,500欧元，当年的债务总额为1,500欧元。2022年，勒拉尔丹-圣拉扎尔市镇通过增值税获得29,850欧元的收入，此外当地还共获得了53,720欧元的国家直接财政补助。
| 勒拉尔丹-圣拉扎尔居民收入情况                    | 勒拉尔丹-圣拉扎尔居民收入情况 | 勒拉尔丹-圣拉扎尔居民收入情况 | 勒拉尔丹-圣拉扎尔居民收入情况 |
| 内容                                             | 勒拉尔丹-圣拉扎尔             | 法国                          | 统计年份                      |
| ------------------------------------------------ | ----------------------------- | ----------------------------- | ----------------------------- |
| 征税家庭总数                                     | 759                           | 1,081（法国市镇平均）         | 2022年                        |
| 居民平均月收入                                   | 1,764欧元                     | 2,435欧元                     | 2022年                        |
| 高级职员人均月收入                               | 不详                          | 4,331欧元                     | 2021年                        |
| 中级职员人均月收入                               | 不详                          | 2,470欧元                     | 2021年                        |
| 普通职员人均月收入                               | 不详                          | 1,801欧元                     | 2021年                        |
| 贫困率                                           | 不详                          | 14.5%                         | 2020年                        |
| 青壮年（15至64岁）失业率                         | 13.2%                         | 7.4%                          | 2020年                        |
| 征税家庭数量占比                                 | 35.7%                         | 45.5%                         | 2020年                        |
| 家庭年均纳税                                     | 1,453欧元                     | 4,393欧元                     | 2022年                        |
| 资料来源：INSEE、L'Internaute、Le Journal du Net |                               |                               |                               |

## 社会事务

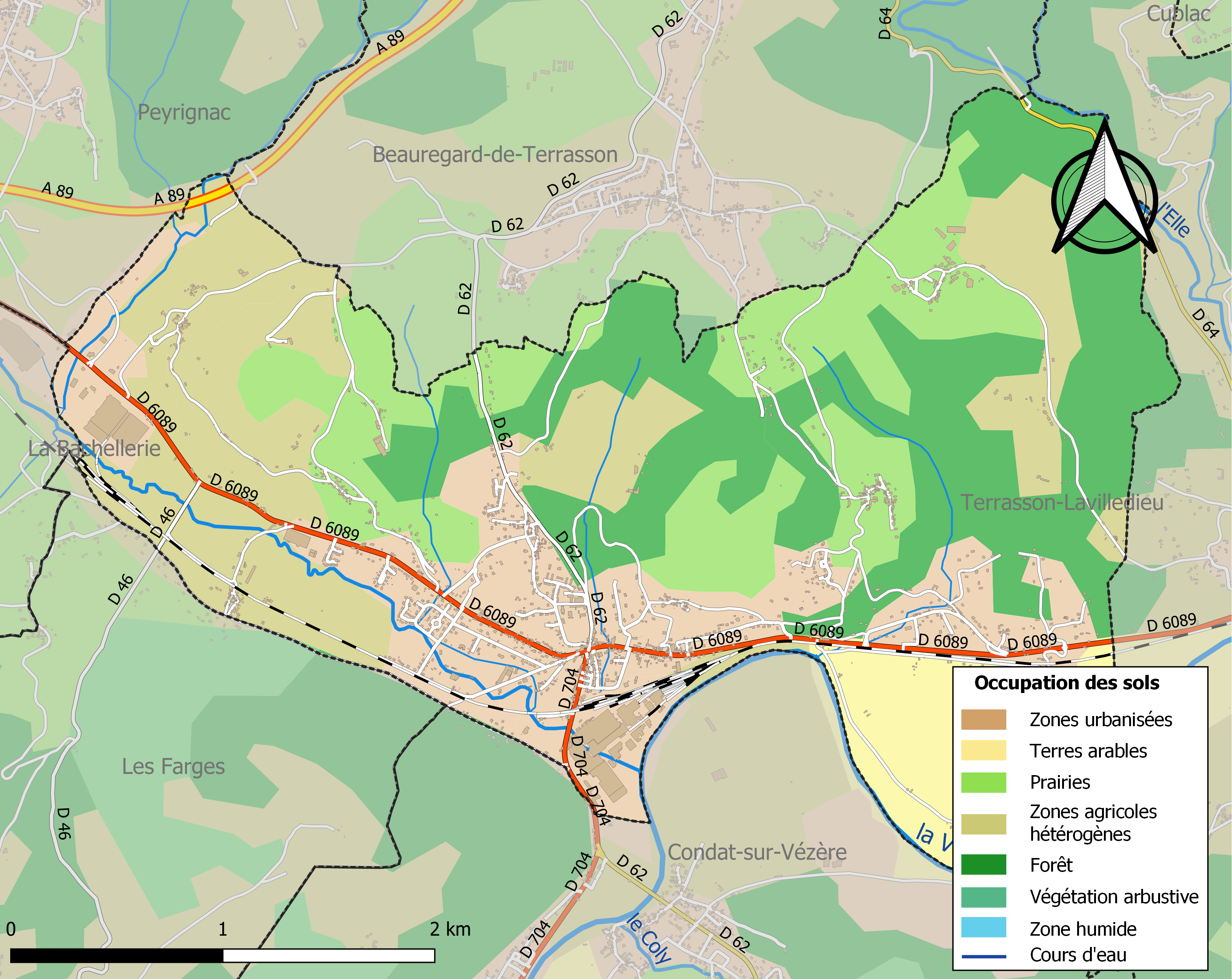
勒拉尔丹-圣拉扎尔土地利用情况地图

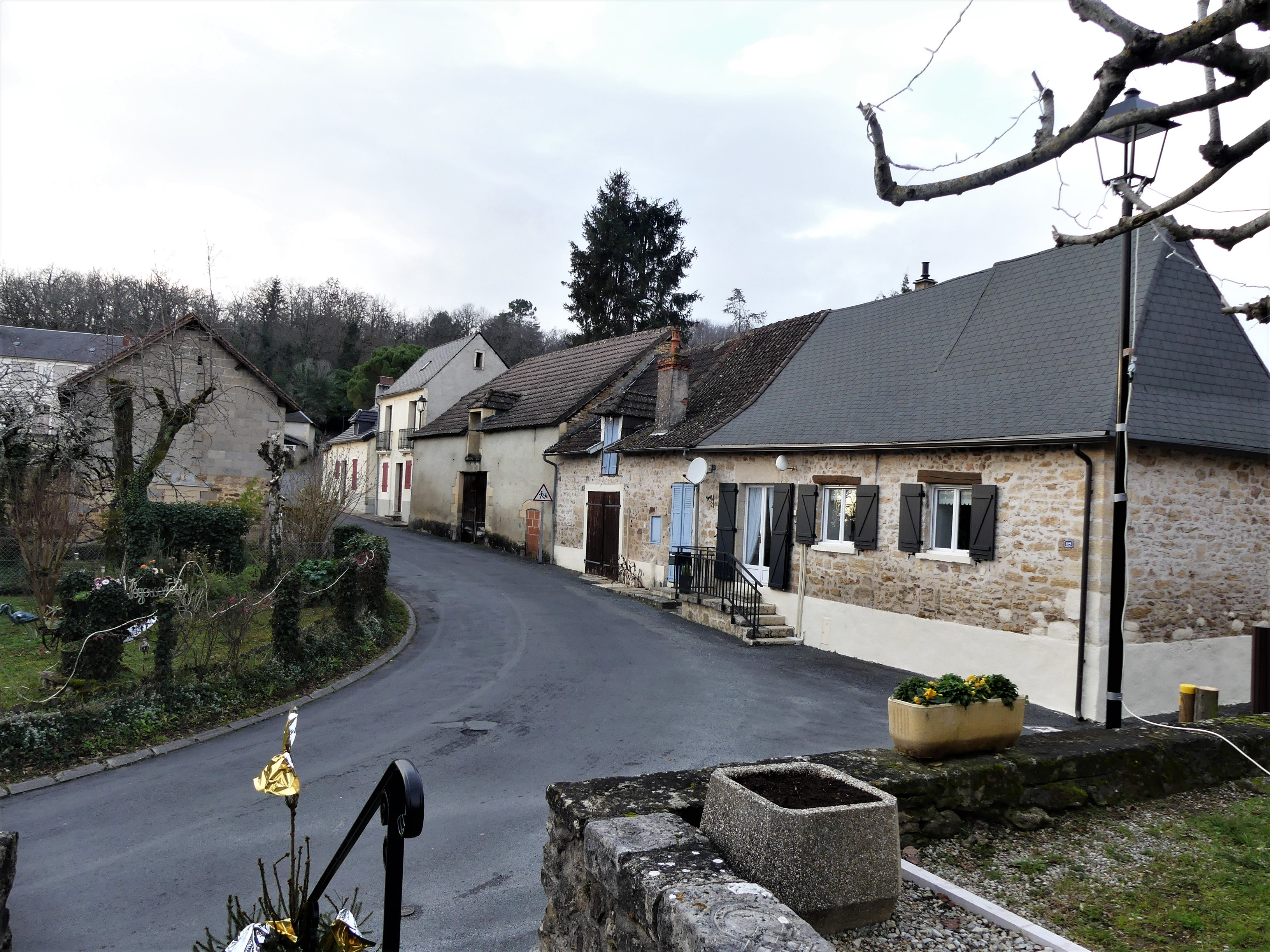
圣拉扎尔街区

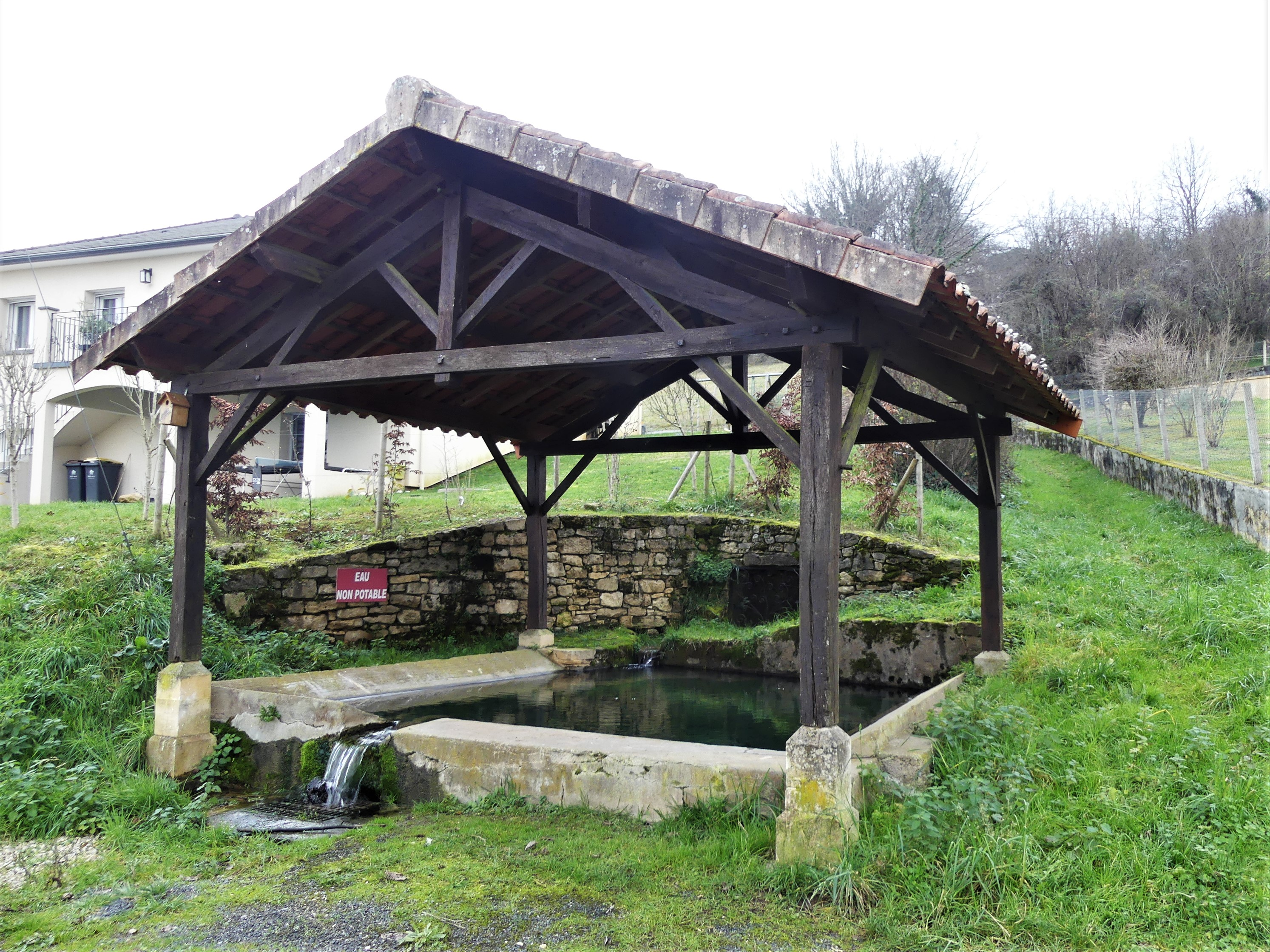
浣洗池

### 教育
勒拉尔丹-圣拉扎尔属于波尔多学区。截至2021年1月1日，勒拉尔丹-圣拉扎尔境内共有1所幼儿园和1所小学。

### 医疗
截至2022年1月1日，勒拉尔丹-圣拉扎尔境内共有护士6名、助产士1名和药房1家。
距离勒拉尔丹-圣拉扎尔最近的区域性医疗机构为布里夫中心医院，其主病区医院位于布里夫拉盖亚尔德市区北侧，距离勒拉尔丹-圣拉扎尔市区的正常车程大约半小时，该院设有床位543个，是科雷兹省规模最大的公立综合性医院。

### 住房
2020年，勒拉尔丹-圣拉扎尔境内共有各类住房1,005套，其中91.6%为独立式住宅，7.2%为集中式住宅。常住房屋占勒拉尔丹-圣拉扎尔市镇范围内居民建筑总量的80.2%。
在住房保障政策方面，2022年，勒拉尔丹-圣拉扎尔境内共有98户家庭获得了住房经济补助，受益人数占总人口数量的5.9%，其中90份为房租补助。

### 商业
2021年，勒拉尔丹-圣拉扎尔境内共有各类实体商铺51家，其中餐厅5家、杂货店1家、面包房3家、肉铺1家、书店1家、美容美发店6家、汽车维修店4家。勒拉尔丹-圣拉扎尔镇中心建有一家小Casino便民超市。

### 体育
2021年，勒拉尔丹-圣拉扎尔境内共有1家游泳池、2间体育馆、2处网球场以及1处足球或橄榄球场。
截至2024年6月，勒拉尔丹-圣拉扎尔境内暂无任何家注册足球俱乐部。

### 环境
勒拉尔丹-圣拉扎尔的环境事务由其所属的泰拉松-上黑色佩里戈尔市镇公共社区联合各级政府协调负责。2021年，勒拉尔丹-圣拉扎尔境内共有1家污染企业。

### 治安
勒拉尔丹-圣拉扎尔及其附近的共116个市镇是萨拉拉卡内达国家宪兵队（zone gendarmerie de Sarlat-la-Canéda）的管辖范围。2020年，该宪兵队累计记录各类案件1,842起，其中盗窃类案件888起，经济类案件393起，毒品交易类案件53起。

## 文化

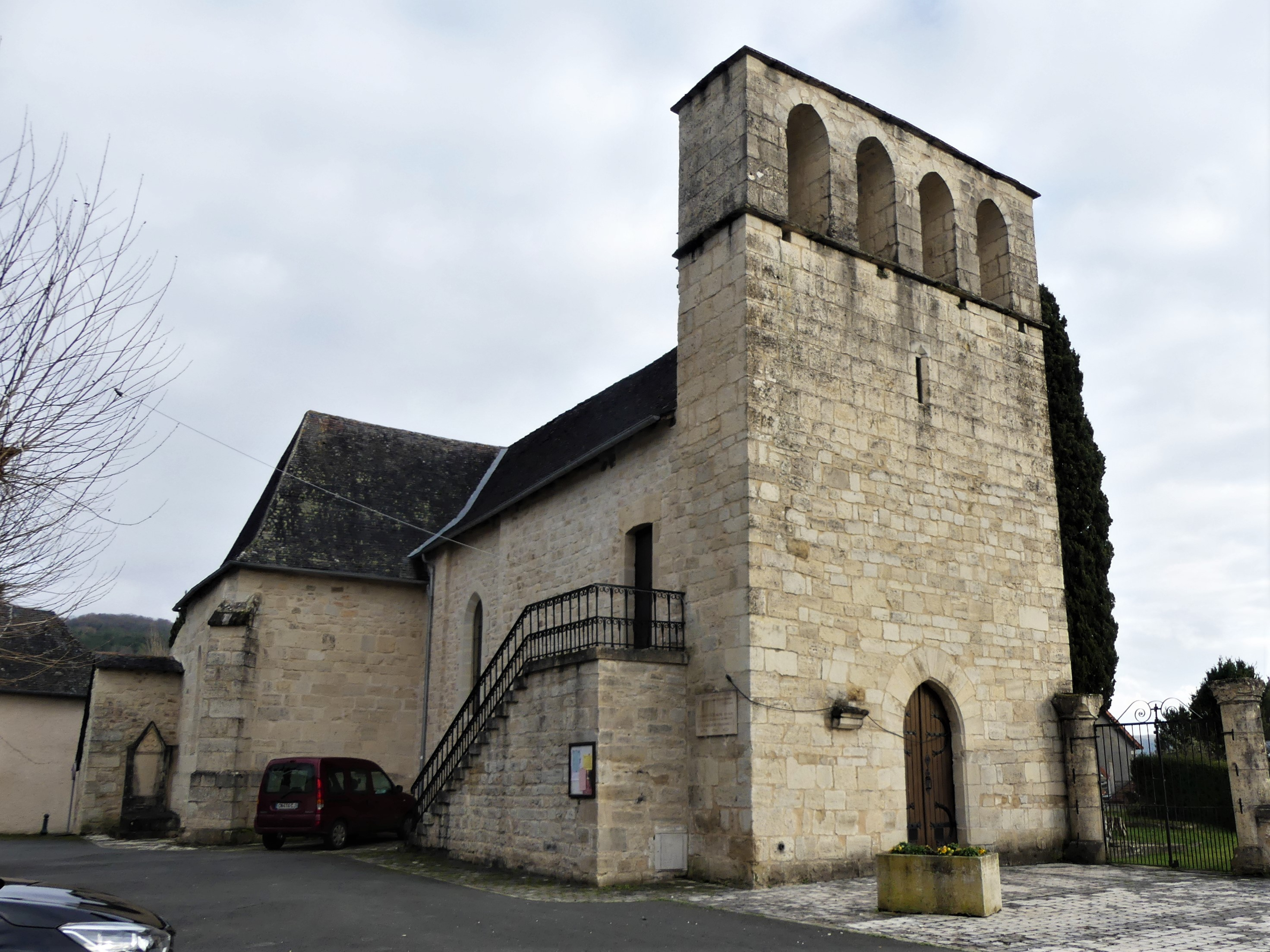
贝尔萨克圣洛朗教堂

2021年，勒拉尔丹-圣拉扎尔境内暂无任何文化设施。勒拉尔丹-圣拉扎尔境内建有图书馆（Bibliothèque），每周三、五、六向公众开放。

### 建筑
勒拉尔丹-圣拉扎尔境内有多处历史建筑，其中佩罗城堡（Château de Peyraux）为法国国家文物保护单位，贝尔萨克圣洛朗教堂（Église Saint-Laurent de Bersac）、圣拉扎尔教堂（Église Saint-Lazare de Saint-Lazare）等是当地的地标性建筑物。

### 旅游
勒拉尔丹-圣拉扎尔的旅游事务由其所属的泰拉松-上黑色佩里戈尔市镇公共社区联合各级政府协调负责。2023年，勒拉尔丹-圣拉扎尔境内暂无任何游客接待设施。

### 媒体
法国主要的媒体均可在勒拉尔丹-圣拉扎尔接收，法国电视三台下属的新阿基坦大区频道在部分时段播出勒拉尔丹-圣拉扎尔所在多尔多涅省的地方新闻。《西南报》、《多尔多涅自由报》、《法兰西邮报》（Courrier Français）、蓝色法兰西佩里格广播、伊萨贝尔广播等是当地主要的地方性媒体。

## 相关人物
法国工程师及企业家西普里安-普罗斯佩尔·布拉尔在勒拉尔丹-圣拉扎尔境内创建造纸厂，他于1838年在此逝世。

## 友好城市
截至2024年6月，勒拉尔丹-圣拉扎尔暂未建立任何友好城市关系。